# João Omar Macagnan
João Omar Macagnan (Água Doce, 3 de setembro de 1943 – Itajaí, 10 de novembro de 2024) foi um político brasileiro.
Foi prefeito de Itajaí de 1 de janeiro de 1989 a 31 de dezembro de 1992. Foi deputado à Assembleia Legislativa de Santa Catarina na 11ª legislatura (1987 — 1991), eleito pelo Partido do Movimento Democrático Brasileiro (PMDB).
Macagnan morreu no dia 10 de novembro de 2024, aos 81 anos, vítima de uma pneumonia.